# گدایان تهران
گدایان تهران فیلمی به کارگردانی محمدعلی فردین و نویسندگی حسن صیامی محصول سال ۱۳۴۵ خورشیدی است. فیلم گدایان تهران نخستین فیلمی است که محمدکریم ارباب با آن به عنوان تهیه‌کننده وارد صنعت فیلم‌سازی می‌شود.
این فیلم برگرفته از فیلم یه عالمه معجزه اثر فرانک کاپرا است که در ایران با نام معجزه سیب هم شناخته می‌شود.

## خلاصه داستان
پیرزن گلفروشی که از کودکی، دخترش را برای تحصیل به شهر دیگری فرستاده‌است همیشه وانمود کرده که دخترک از خانوادهٔ مرفه و ثروتمندی است و وقتی دختر خبر می‌دهد که با نامزدش که از خانواده‌ای متمول است قصد سفر به تهران را دارد، پیرزن نگران به هر انگیزه‌ای متوسل می‌شود.

## بازیگران
اسامی بازیگران فیلم گدایان تهران به شکل* و ترتیب نمایش در عنوان‌بندی آغازین فیلم  :
| شماره | بازیگران               | نقشها          | صداپیشگان              |
| ----- | ---------------------- | -------------- | ---------------------- |
| ۱     | محمدعلی فردین          | حسین           | چنگیز جلیلوند          |
| ۲     | پوران                  |                | مهین کسمایی            |
| ۳     | شهلا [ریاحی]           | ننه گلی        | رفعت هاشم پور          |
| ۴     | [تقی] ظهوری            | تقی            | تقی ظهوری              |
| ۵     | همایون                 |                | عزت الله مقبلی         |
| ۶     | گوگوش                  | نسیم           | زهره شکوفنده           |
| ۷     | [منصور] سپهرنیا        |                | حمید قنبری             |
| ۸     | [هوشنگ] بهشتی          |                | ایرج ناظریان           |
| ۹     | [احمد] قدکچیان         |                | اصغر افضلی             |
| ۱۰    | [مانوئل] ماروتیان      | پدر نامزد      | احمد رسول‌زاده          |
| ۱۱    | [علی] زندی             | تیمور          | جواد (مازیار) بازیاران |
| ۱۲    | نرسی [گرگیا]           | نامزد نسیم     | حسین عرفانی            |
| ۱۳    | [محمدتقی] کهنمویی      | پدر نامزد حسین | اصغر افضلی             |
| ۱۴    | یدی (یدالله محمدی‌نژاد) |                |                        |
| ۱۵    | فیروز                  |                |                        |
| ۱۶    | [علی] معماری           |                |                        |
| ۱۷    | [روح‌الله] مفیدی        |                |                        |
| ۱۸    | [رضا] بیک ایمانوردی    |                | منوچهر اسماعیلی        |
| ۱۹    | جمیله                  |                |                        |

* اسامی داخل کروشه و پرانتز در عنوان بندی و یا پوستر درج نشده‌اند، به معنی که این بازیگران در زمان خود به این نامها شهرت داشته‌اند.

## نمایش فیلم
فیلم گدایان تهران برای بار نخست در تاریخ پنجشنبه ۲۲ دی سال ۱۳۴۵ خورشیدی، همزمان با عید فطر، در ۹ سینما در تهران و شهرستانها به نمایش درآمد. این فیلم جایگزین فیلم‌های خانه خدا و فیلم هندی صدای شهنای پرطنین ، (نمایش در ایران با نام عشق جاویدان) در گروه سینمایی اونیورسال شد.
سینماهای نمایش‌دهنده فیلم گدایان تهران در گروه سینمایی اونیورسال تهران، شامل ۹ سینمای اونیورسال، ایران، کیهان، الوند، پاسیفیک، نپتون، تهران، ژاله و آسیا (یا آستارا) بودند. 
سینماهای نمایش‌دهنده فیلم در شهرستانها شامل حافظ، مایاک و چهار باغ در اصفهان، آسیا و سانترال در مشهد، ساحل و برنامه افتتاحیه سینما آریا در اهواز و سینما دیانا در کرمانشاه بودند.
فیلم گدایان تهران، پس از سه هفته نمایش در تهران، در گروه سینمایی اونیورسال در تاریخ چهارشنبه ۱۲ بهمن ۱۳۴۵ جای خود را به فیلم هندی «دل دیوانه» (به هندی: Dil Diya Dard Liya) در این گروه سینمایی داد  .

## موسیقی فیلم
- انتخاب موزیک متن و میکساژ: روبیک منصوری
- خوانندگان: پوران و ایرج (حسین خواجه امیری)

بر اساس مندرجات عنوان‌بندی ابتدایی فیلم، آهنگسازان ترانه‌های این فیلم پرویز یاحقی، همایون خرم، جعفر پورهاشمی هستند ولی با این حال به نظر می‌رسد ترانه‌ای از پرویز یاحقی و همایون خرم در این فیلم نباشد. با آنکه نام انوشیروان روحانی در عنوان‌بندی نیامده است ولی چندین ترانه با آهنگسازی وی و جعفر پورهاشمی در این فیلم اجرا شده اند و بر روی صفحه‌ی ۴۵ دور منتشر شده‌اند که به ترتیب زیر در فیلم اجرا شده‌اند:
1. ای گدایان تهران (آواز عنوان‌بندی آغازین): خواننده: ایرج، آهنگساز و شاعر: جعفر پورهاشمی، نشر بر روی صفحه ۴۵دور با لیبل رویال
2. عشق خود تا کی ز تو پنهان کنم: خواننده: پوران، آهنگساز: انوشیروان روحانی،‌ شاعر: بیژن ترقی، نشر بر روی صفحه ۴۵دور با لیبل رویال به شماره کاتالوگ RT 1193 و شماره ماتریکس AJ 4621
3. شادت می‌کنم: خواننده: ایرج، آهنگساز و شاعر: جعفر پورهاشمی، شاعر: جعفر پورهاشمی، نشر بر روی صفحه ۴۵دور با لیبل رویال
4. او می رود دامن‌کشان: خواننده: پوران، آهنگساز: انوشیروان روحانی،‌ شاعر: بیژن ترقی، نشر بر روی صفحه ۴۵دور با لیبل رویال به شماره کاتالوگ RT 1193 و شماره ماتریکس AJ 2145
5. عروسی: خواننده: ایرج، آهنگساز و شاعر: جعفر پورهاشمی، ارکستر: عطاالله خرم، تک بیت آوازی : حافظ (ساقی به نور باده برافروز جام ما)، نشر بر روی صفحه ۴۵دور با لیبل رویال به شماره کاتالوگ RT 1194

## عوامل فیلم
- كارگردان: محمد علی فردین
- دستيار كارگردان: عباس فردین

گروه تهیه‌
- تهیه‌کننده: محمدکریم ارباب
- مدیر تهیه: حمید افشار

گروه فیلمبرداری
- فیلمبردار: مهدی امیرقاسم خانی (خانی)
- دستیار فیلمبردار: احمد ابراهیمی
- عكاس: رضا بانکی

تدوین: مهدی امیرقاسم خانی (خانی)
گریم: بیژن محتشم

گروه صدا
- صدابردار: محمد محمدی
- میکس صدا: روبیک منصوری
- سرپرست گویندگان: چنگیز جلیلوند

تیتراژ: هاردی
چاپ و لابراتوار: بهرام مؤمنی
گروه فنی و تدارکات
- امور فنی: استودیو میثاقیه
- مدیر فنی: ژرژ رولن
- امور فنی برق: یوسف وظیفه
- مبلمان شادرو